# Cratioma oculatum
Cratioma oculatum är en insektsart som beskrevs av Heinrich Hugo Karny 1926. Cratioma oculatum ingår i släktet Cratioma och familjen vårtbitare. Inga underarter finns listade i Catalogue of Life.